# Down Dakota Way
Down Dakota Way è un film del 1949 diretto da William Witney.
È un musical western statunitense con Roy Rogers, Dale Evans e Pat Brady.

## Produzione
Il film, diretto da William Witney su una sceneggiatura di John K. Butler e Sloan Nibley, fu prodotto da Edward J. White per la Republic Pictures e girato a Lake Sherwood, nel ranch di Corriganville a Simi Valley e nel Walker Ranch, in California.

## Colonna sonora
- Down Dakota Way - parole di Sloan Nibley, musica di R. Dale Butts
- The ABC Song - scritta da Sid Robin e Foy Willing
- Candy Kisses - scritta da George Morgan

## Distribuzione
Il film fu distribuito negli Stati Uniti dal 9 settembre 1949 al cinema dalla Republic Pictures. È stato distribuito anche in Brasile con il titolo Trilha do Perigo.